# Ammara Pinto
Ammara Pinto (ur. 14 września 1997 w Blantyre) – malawijska pływaczka specjalizująca się w stylu dowolnym.
Brała udział w pływaniu na 50 metrów stylem dowolnym na Letnich Igrzyskach Olimpijskich 2016, zajmując 71. miejsce.